# Yngling (natante)
Lo Yngling  è un natante a vela da regata. La classe velica relativa ha fatto parte del programma dei Giochi olimpici di Atene 2004 e Pechino 2008, solo a livello femminile, mentre a partire da Londra 2012, in sua sostituzione, le donne hanno disputato per la prima volta la competizione femminile nella classe Elliott 6m.

## Giochi olimpici
Le competizioni olimpiche in questa classe si sono svolte:
- Atene 2004 (femminile)
- Pechino 2008 (femminile)